# Jeziora w Estonii
Na terenie Estonii zostało zewidencjonowanych 2804 jeziora.

## Największe jeziora[1]
| #   | Nazwa                                              | Powierzchnia (ha) | Maks. głębokość (m) | Śr. głębokość (m) | Długość linii brzegowej (m) | Uwagi                                     |
| --- | -------------------------------------------------- | ----------------- | ------------------- | ----------------- | --------------------------- | ----------------------------------------- |
| 1.  | Pejpus                                             | 351144,9          | 17,6                | 8,0               | 788410                      | współdzielone z Rosją, 1570 km² w Estonii |
| 2.  | Võrtsjärv                                          | 26901,5           | 6,0                 | 2,8               | 130874                      |                                           |
| 3.  | Zbiornik Narewski                                  | 10226,8           | 9,0                 | 1,9               | 209484                      | współdzielone z Rosją, 40 km² w Estonii   |
| 4.  | Ülemiste                                           | 940,9             | 4,2                 | 2,5               | 15219                       | źródło pitnej wody Tallinna               |
| 5.  | Saadjärv                                           | 724,5             | 25,0                | 8,0               | 19362                       |                                           |
| 6.  | Vagula                                             | 602,8             | 11,5                | 5,3               | 17838                       |                                           |
| 7.  | Suurlaht                                           | 531,0             | 2,1                 | 1,2               | 16173                       | część Mullutu-Suurlaht                    |
| 8.  | Veisjärv                                           | 481,1             | 4,0                 | 1,3               | 9047                        |                                           |
| 9.  | Ermistu                                            | 456,2             | 2,9                 | 1,3               | 19545                       |                                           |
| 10. | Paunküla Reservoir                                 | 415,8             | 8,7                 | 3,4               | 25541                       | źródło pitnej wody Tallinna               |
| 11. | Mullutu laht                                       | 412,7             | 1,7                 | 0,9               | 19530                       | część Mullutu-Suurlaht                    |
| 12. | Kuremaa                                            | 399,6             | 13,8                | 5,9               | 11261                       |                                           |
| 13. | Karujärv                                           | 345,6             | 5,5                 | 1,6               | 12276                       |                                           |
| 14. | Kahala                                             | 345,6             | 2,8                 | 0,9               | 8727                        |                                           |
| 15. | Tõhela                                             | 338,5             | 1,5                 | 1,3               | 12021                       |                                           |
| 16. | Pühajärv                                           | 290,7             | 8,5                 | 4,3               | 16332                       |                                           |
| 17. | 2. zbiornik osadowy Narewskiej Elektrowni Cieplnej | 290,6             |                     |                   | 9354                        |                                           |
| 18. | Endla                                              | 285,9             | 2,4                 | 1,5               | 28057                       |                                           |
| 19. | Koosa                                              | 282,7             | 1,9                 | 1,2               | 7741                        |                                           |
| 20. | Soodla Reservoir                                   | 262,8             | 13,0                | 3,2               | 26542                       |                                           |
| 21. | Kaiavere                                           | 248,0             | 5,0                 | 2,8               | 8442                        |                                           |
| 22. | Aheru                                              | 232,5             | 4,5                 | 3,7               | 10127                       |                                           |
| 23. | Undu Bay                                           | 226,9             |                     |                   | 16722                       |                                           |
| 24. | Tamula                                             | 208,9             | 7,5                 | 4,2               | 6465                        |                                           |
| 25. | Hino                                               | 207,1             | 10,4                | 3,1               | 11516                       |                                           |
| 26. | Sutlepa Sea                                        | 203,3             | 1,5                 | 1,2               | 11802                       |                                           |
| 27. | Kalli                                              | 198,7             | 1,4                 | 1,1               | 11634                       |                                           |
| 28. | Raku                                               | 196,9             | 12,0                | 7,0               | 15083                       |                                           |
| 29. | Lavassaare                                         | 196,0             | 1,0                 | 0,7               | 7146                        |                                           |
| 30. | Õisu                                               | 193,7             | 4,3                 | 2,8               | 6985                        |                                           |

## A
- Aabra
- Aenga laht
- Aastejärv
- Adriska
- Agali
- Aheru
- Ahijärv
- Ähijärv
- Ahvenajärv
- Aknajärv
- Akste
- Alatskivi
- Alopi
- Arbi
- Arojärv
- Auksi

## E
- Elistvere
- Endla
- Engli
- Erastvere
- Ermistu

## H
- Haanja kõverjärv
- Harku
- Hilba
- Hino
- Holvandi Kivijärv
- Hüüdru

## I
- Illi
- Imatu

## J
- Jaala
- Järise järv
- Jänukjärv
- Järve järv
- Järvemäe
- Järvepää
- Jõksi

## K
- Kaalijärv
- Kahala
- Kahrila
- Kaiavere
- Kajumeri
- Kalijärv
- Kalli
- Kanariku
- Karijärv
- Karjatse meri
- Kaarmise järv
- Kärnjärv
- Karsna
- Karujärv
- Kasaritsa verijärv
- Käsmu
- Kastjärv
- Kauru
- Kavadi
- Keeri
- Kihljärv
- Kiidjärv
- Kikkajärv
- Kirikumäe
- Kisejärv
- Klooga
- Kokora Mustjärv
- Kõnnu Pikkjärv
- Konsu
- Koosa
- Kooru järv
- Kose Valgjärv
- Kubija
- Kuningvere
- Kuremaa
- Kurgjärv
- Kurtna Mustjärv
- Küti

## L
- Lahepera (jezioro)
- Laho
- Lämmijärv
- Lasva
- Lavassaare
- Leego
- Leevaku paisjärv
- Leigo
- Liisagu järv
- Linajärv
- Lohja
- Lõõdla
- Loosu
- Luigetiik
- Lüübnitsa umbjärv

## M
- Maardu
- Maksameri
- Männiku
- Mätasjärv
- Matsimäe Pühajärv
- Meelva
- Mehikoorma Umbjärv
- Möldri meri
- Mõrtsuka
- Mullutu laht
- Murati

## N
- Zbiornik Narewski
- Neitsijärv
- Niinsaare
- Noodasjärv
- Nootjärv
- Nüpli

## O
- Oessaare laht
- Õisu

## P

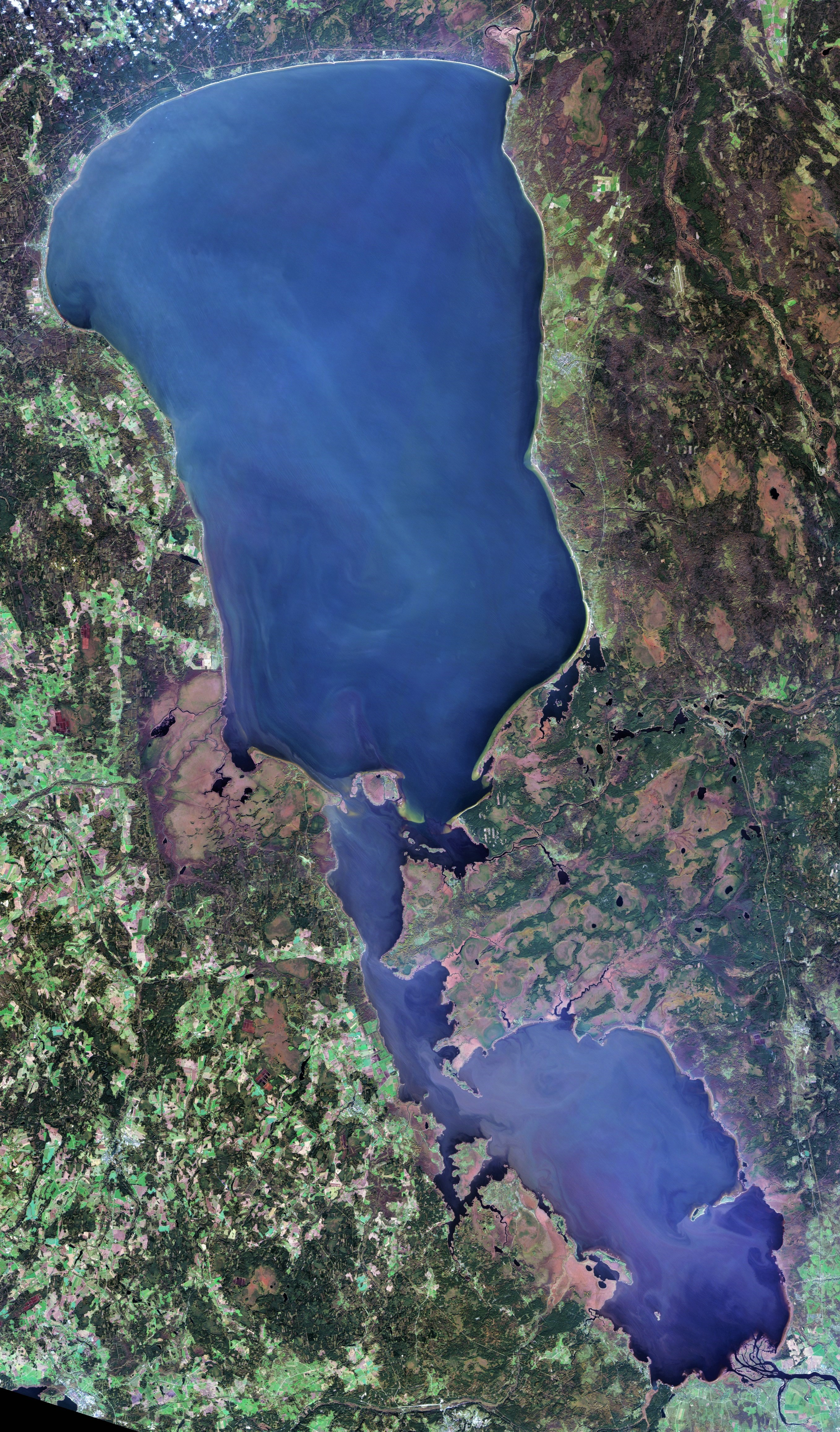
Jezioro Peipus, pomiędzy Estonią a Rosją

- Pabra
- Paide Tehisjärv
- Paidra
- Palojärv
- Palojüri
- Pannjärv
- Pappjärv
- Paukjärv
- Pejpus (Peipsi)
- Pesujärv
- Jezioro Pskowskie (Pihkva)
- Piirakajärv
- Pillejärv
- Plaani Külajärv
- Põldealune laht
- Porkuni
- Põrmujärv
- Prossa
- Pühajärv
- Pullijärv

## R
- Raadi
- Rääkjärv
- Räätsma
- Rahtla Kivijärv
- Raku
- Raigastvere
- Räpina paisjärv
- Ratasjärv
- Ratva
- Rõuge Liinjärv
- Rõuge Suurjärv
- Rõuge Valgjärv
- Ruusmetsa järv

## S
- Saadjärv
- Selgjärv
- Seli järv
- Šnelli tiik
- Soitsjärv
- Sõmerpalu paisjärv
- Supilinna pond
- Sutlepa meri
- Suur-Kikkajärv
- Suur Pehmejärv
- Suurlaht

## T
- Tabina
- Tamula
- Tihu
- Tõhela
- Tooma
- Tudu

## U
- Ubajärv
- Uhtjärv
- Ülemiste
- Uljaste
- Üvarjärv

## V
- Vagula
- Vähajärv
- Väike Karujärv
- Vaikne
- Väimela Alajärv
- Väimela Mäejärv
- Väinjärv
- Vällämäe Küläjärv
- Vanamõisa
- Vaskna
- Veisjärv
- Verevi
- Viitina
- Viitina Alajärv
- Viitna
- Viljandi
- Vissi
- Võngjärv
- Vöölameri
- Võrtsjärv